# Лукашко Василь Миколайович
Василь Миколайович Лукашко (3 січня 1935, Смодна — 27 травня 2008, Косів) — український майстер різьблення по дереву.

## Біографія
Народився 3 січня 1935 року в селі Смодна (тепер Косівського району Івано-Франківської області). З 1952 року працював у Косівському виробничо-художньому об'єднанні «Гуцульщина». У 1978—1995 роках — у творчій бригаді виробничо-художнього об'єднання «Гуцульщина» під керівництвом головного художника В. Шевчука. 
Лауреат Державної премії УРСР імені Т. Г. Шевченка (за 1982 рік; разом з С. П. Сліпцем, Д. Г. Сосновим (архітекторами), А. С. Овчарем (столяром-червонодеревником), В. О. Шевчуком (художником), Л. Г. Сандлером (інженером, автором проекту театру), В. М. Вільшуком (скульптором) за використання мотивів народної творчості при створені приміщення музично-драматичного театру імені І. Я. Франка в Івано-Франківську).
Помер в Косові 27 травня 2008 року.

## Роботи
- шкатулки для Національного історико-етнографічного заповідника «Переяслав» (1964);
- кіоти для церков (під керівництвом Миколи Гавриша, 1970-ті);
- художньо-декоративне оформлення натурних зразків художнього оздоблення інтер'єру кулуарів у техніці гуцульського народного різьблення другого поверху  Івано-Франківського музично-драматичного театру імені І. Франка (1980-ті, співавтор);
- інтер'єри:
  - молочного кафе в Івано-Франківську (1990-ті);
  - магазину та приміщення посольства України в Москві (1990-ті);
- меблі для Будинку творчості Спілки художників у Криму (1990-ті);
- світильники для турбази «Молдова» в смт Ясіня (1990-ті)[2].